# Olympique Lyonnais 1980-1981
Questa voce raccoglie le informazioni riguardanti l'Olympique Lyonnais nelle competizioni ufficiali della stagione 1980-1981.

## Maglie e sponsor
Lo sponsor tecnico per la stagione 1980-1981 è Puma, mentre lo sponsor ufficiale è Carrefour Lyon. Con l'avvento del nuovo fornitore tecnico vennero abolite le strisce verticali in uso nella stagione precedente, in luogo di un'unica banda bianca e blu sulle spalle e sulle maniche
| Manica sinistra · Manica sinistra · Maglietta · Maglietta · Manica destra · Manica destra · Pantaloncini · Calzettoni |

## Rosa
| N. |                    | Ruolo | Calciatore              |
| -- | ------------------ | ----- | ----------------------- |
|    | Francia (bandiera) | P     | Yves Chauveau           |
|    | Francia (bandiera) | D     | Daniel Bruno            |
|    | Francia (bandiera) | D     | Christophe Desbouillons |
|    | Francia (bandiera) | D     | Jean-Marc Furlan        |
|    | Francia (bandiera) | D     | Dominique Marais        |
|    | Francia (bandiera) | D     | Joël Muller             |
|    | Francia (bandiera) | D     | Alain Olio              |
|    | Francia (bandiera) | D     | Philippe Vargoz         |
|    | Francia (bandiera) | C     | Serge Chiesa            |
|    | Francia (bandiera) | C     | Jean-Philippe Durand    |
|    | Francia (bandiera) | C     | André Ferri             |

| N. |                       | Ruolo | Calciatore         |
| -- | --------------------- | ----- | ------------------ |
|    | Francia (bandiera)    | C     | Laurent Fournier   |
|    | Francia (bandiera)    | C     | Alain Moizan       |
|    | Francia (bandiera)    | C     | Patrice Monteilh   |
|    | Francia (bandiera)    | C     | Jean Tigana        |
|    | Portogallo (bandiera) | A     | Antonio Aparício   |
|    | Francia (bandiera)    | A     | Daniel Lubin       |
|    | Algeria (bandiera)    | A     | Karim Maroc        |
|    | Francia (bandiera)    | A     | Philippe N'Dioro   |
|    | Jugoslavia (bandiera) | A     | Simo Nikolić       |
|    | Francia (bandiera)    | A     | Stéphane Solomenko |
|    | Francia (bandiera)    | A     | Daniel Xuereb      |